# Sam Adams (chính khách Oregon)
Samuel Francis Adams (sinh ngày 3 tháng 9 năm 1963) là một chính khách người Mỹ, là cựu thị trưởng thành phố Portland, Oregon. Ông lớn lên ở Newport, Oregon, theo học Đại học Oregon và làm việc trong một số chiến dịch trước khi nhậm chức ủy viên Portland. Trong số đó có Vera Katz đang tranh cử thị trưởng Portland. Sau khi bà giành chiến thắng, ông giữ chức vụ tham mưu trưởng trong mười một năm và sau đó trở lại trường học, lấy bằng Khoa học chính trị.
Năm 2004, Adams đã được bầu vào Hội đồng Thành phố Portland, phục vụ bốn năm trong hội đồng có tiếng là "người ủng hộ chính sách cho bền vững, các môn nghệ thuật và quyền người đồng tính". Ông đã được bầu vào nhiệm kỳ bốn năm với tư cách là thị trưởng Portland vào tháng 5 năm 2008, với 58% phiếu bầu và hàng tá ứng cử viên khác trong lá phiếu.  Ông là thị trưởng đồng tính công khai đầu tiên của một thành phố top 30 Hoa Kỳ. Vào tháng 7 năm 2011, Adams tuyên bố rằng ông sẽ không tìm kiếm một nhiệm kỳ thứ hai với tư cách là thị trưởng. Ông đã có một đánh giá phê duyệt 56% tám tháng trước khi rời văn phòng. Năm 2020, ông tuyên bố ứng cử vào Ủy ban Thành phố Portland, thách thức đương nhiệm Chloe Eudaly.

## Tuổi thơ và giáo dục
Samuel Adams được sinh ra tại Bệnh viện St. James ở Butte, Montana, vào ngày 3 tháng 9 năm 1963. Ông là người thứ ba trong bốn người con sinh ra cho Larry Adams, một giáo viên giáo dục đặc biệt và huấn luyện viên bóng rổ ở trường trung học và vợ ông, Karalie (nhũ danh Gibbons). Khi Adams được sinh ra gia đình ông sống trên trang trại tám dặm bên ngoài Whitehall, Montana. Khi ông được một tuổi, gia đình ông chuyển đến Richland, Washington, một năm và sau đó đến Newport, Oregon. Ông ngoại của ông, ông Francis Gibbons, di cư từ Ireland đến Portland. Vì sự ra đời của Ireland của ông ngoại, Adams giữ hai quốc tịch Ireland và Mỹ. Năm 1966, Adams và gia đình chuyển từ Montana đến bờ biển Oregon.
Khi còn là một cậu bé, Adams và những người bạn của mình hầu như luôn ở bên ngoài, mưa hay nắng, câu cá và chèo thuyền ra khỏi bến cảng và đào ngao trên bãi bùn. "Thứ duy nhất đưa nó vào trong là thức ăn", mẹ của Adams nói.
Khi Adams mười ba tuổi, cha mẹ ông chuyển đến Eugene, Oregon, nơi họ ly dị. Adams và ba anh chị em của mình sống với mẹ và đôi khi sống sót nhờ tem phiếu thực phẩm và hỗ trợ nhà ở công cộng. Khi mẹ ông không thể tìm được công việc ở Eugene năm 1979 và chuyển đến Portland, Adams đã ở lại Eugene, sống phần lớn và hỗ trợ mình làm việc như một đầu bếp tại một nhà hàng Mr. Steak trong hầu hết những năm học trung học
Ông tốt nghiệp trung học năm 1982, sau đó bắt đầu tại Đại học Oregon năm 1984, nhưng không hoàn thành. Adams đã trở lại trường đại học trong khi làm việc toàn thời gian vào năm 1999, tại Đại học bang Portland. Ông tốt nghiệp Cử nhân Khoa học Chính trị năm 2002 tại Đại học Oregon.
Tóm tắt cuộc đời đầu tiên của mình, Tuần lễ Willamette lưu ý rằng Adams "có một khởi đầu khó khăn trong cuộc sống. Không có nhiều trẻ em phúc lợi ở thị trấn nhỏ bị đóng cửa, bị bắt nạt lớn lên để trở thành thị trưởng của một thành phố lớn của Hoa Kỳ. Nhưng không giống như một số các chính khách, Adams đã không biến câu chuyện cá nhân của mình thành một nền tảng. Sự giáo dục cứng rắn của ông ở Newport định hình các ưu tiên của ông."